# Вікліфф (Огайо)
Вікліфф (англ. Wickliffe) — місто (англ. city) в США, в окрузі Лейк штату Огайо. Населення — 12 652 особи (2020).

## Географія
Вікліфф розташований за координатами 41°36′23″ пн. ш. 81°28′5″ зх. д. / 41.60639° пн. ш. 81.46806° зх. д. (41.606322, -81.468028).  За даними Бюро перепису населення США в 2010 році місто мало площу 12,07 км², з яких 12,01 км² — суходіл та 0,06 км² — водойми.

## Демографія
Згідно з переписом 2010 року, у місті мешкало 12 750 осіб у 5455 домогосподарствах у складі 3426 родин. Густота населення становила 1056 осіб/км².  Було 5780 помешкань (479/км²).
Расовий склад населення:
| - 92,8 % — білих - 4,5 % — чорних або афроамериканців - 0,8 % — азіатів - 0,1 % — корінних американців |

До двох чи більше рас належало 1,6 %. Частка іспаномовних становила 1,2 % від усіх жителів.
За віковим діапазоном населення розподілялося таким чином: 20,4 % — особи молодші 18 років, 57,9 % — особи у віці 18—64 років, 21,7 % — особи у віці 65 років та старші. Медіана віку мешканця становила 44,0 року. На 100 осіб жіночої статі у місті припадало 93,7 чоловіків;  на 100 жінок у віці від 18 років та старших — 90,9 чоловіків також старших 18 років.
Середній дохід на одне домашнє господарство  становив 60 066 доларів США (медіана — 48 476), а середній дохід на одну сім'ю — 74 738 доларів (медіана — 67 266). Медіана доходів становила 50 417 доларів для чоловіків та 39 092 долари для жінок. За межею бідності перебувало 7,3 % осіб, у тому числі 10,7 % дітей у віці до 18 років та 5,0 % осіб у віці 65 років та старших.
Цивільне працевлаштоване населення становило 6384 особи. Основні галузі зайнятості: освіта, охорона здоров'я та соціальна допомога — 24,8 %, виробництво — 14,9 %, науковці, спеціалісти, менеджери — 11,6 %, роздрібна торгівля — 10,1 %.